# Liste des logiciels de clonage de disque
Cet article contient une liste des logiciels de clonage de disque.

## Liste
| Nom                                              | Description | Licence        | Maintenu? |
| ------------------------------------------------ | --- | -------------- | --------- |
| Acronis True Image                               | Logiciel commercial de la société Acronis, une version d'essai 30 jours est disponible ((en) Acronis True Image) | Non-libre      | Oui       |
| Clonezilla                                       | Équivalent libre de Norton Ghost. Live CD et version Serveur. | Logiciel libre | Oui       |
| dd                                               | La commande de base GNU/Linux (permet de cloner une partition sans compression et sans support réseau) | Logiciel libre | Oui       |
| ddrescue                                         | Commande GNU/Linux ddrescue, ressemble fort à dd en ignorant les erreurs il permet aussi la suspension et la reprise avec changement de paramètres. Utile sur un disque ayant des zones défectueuses. | Logiciel libre | Oui       |
| Drive Backup (en)                                | Logiciel commercial de la société Paragon | Non-libre      | Oui       |
| EaseUS Todo Backup                               | Logiciel commercial de la société EaseUS, une version gratuite est disponible qui permet de faire un clone | Non-libre      | Oui       |
| EZ Gig IV                                        | Il est souvent fourni avec certains disques SSD pour effectuer un clonage de votre installation actuelle. Il se présente sous la forme d'un Live CD et en exécutable Windows | shareware      | Oui       |
| FOG                                              | Logiciel libre de déploiement d'OS full web | Logiciel libre | Oui       |
| g4l                                              | Ghost For Linux - Disk Imaging with Linux | Logiciel libre | Oui       |
| g4u                                              | Harddisk Image Cloning for PCs | Logiciel libre | Oui       |
| Gparted Live Cd                                  | Il est le logiciel officiel d'édition de partitions de l'environnement de bureau GNOME et l'outil principal de la distribution GNU/Linux spécialisée Parted Magic. | Logiciel libre | Oui       |
| Handy Backup (en)                                | Logiciel propriétaire de sauvegarde, restauration et clonage de données. | Non-libre      | Oui       |
| (en) Macrium Reflect                             | NC | Non-libre      | Oui       |
| Norton Ghost                                     | NC | Non-libre      | Oui       |
| OSCAR                                            | Équivalent libre de Norton Ghost. | Logiciel libre | Oui       |
| Partclone (en)                                   | Il fournit des utilitaires pour sauvegarder et restaurer des partitions et est conçu pour une meilleure compatibilité avec la bibliothèque de système de fichiers | Logiciel libre | Oui       |
| partimage (en)                                   | Utilitaire Linux/UNIX de sauvegarde des partitions | Logiciel libre | Oui       |
| Partition-Saving (en)                            | NC | Freeware       | Oui       |
| R-Drive Image                                    | NC | Non-libre      | Oui       |
| Redo Backup & Recovery                           | Logiciel libre et gratuit, Redo Backup and Recovery est une solution de récupération après sinistre la plus simple et la plus complète. Il permet une sauvegarde puis une restauration à nu (bare metal restore). La restauration sans système d'exploitation depuis un live CD ou depuis une clé USB. (en) Redo Backup & Restore) | Logiciel libre | (no)      |
| SelfImage                                        | Le "dd" pour Windows | NC             | NC        |
| Symantec System Recovery 2013 R2 Desktop Edition | Successeur de Symantec System Recovery 2013 Desktop Edition | Non-libre      | Oui       |
| SystemImager (en)                                | Ensemble de scripts construits au-dessus de Boel (Brian’s own embedded Linux) et de rsync, permettant de cloner et de mettre à jour un ensemble de machines. | Logiciel libre | NC        |
| TotalRecovery (en)(ex DriveClone)                | NC | Non-libre      | Oui       |
| UltraBac                                         | UBDR GOLD | Non-libre      | Oui       |